# Papúa Nueva Guinea en los Juegos Paralímpicos de Tokio 2020
Papúa Nueva Guinea estuvo representada en los Juegos Paralímpicos de Tokio 2020 por dos deportistas, un hombre y una mujer. El equipo paralímpico papú no obtuvo ninguna medalla en estos Juegos.